# Мацау (Арђеш)
Мацау (рум. Mățău) насеље је у Румунији у округу Арђеш у општини Миоареле. Oпштина се налази на надморској висини од 896 m.

## Становништво
Према подацима из 2002. године у насељу је живело 992 становника, од којих су сви румунске националности.